# آندرومده (نمایشنامه)

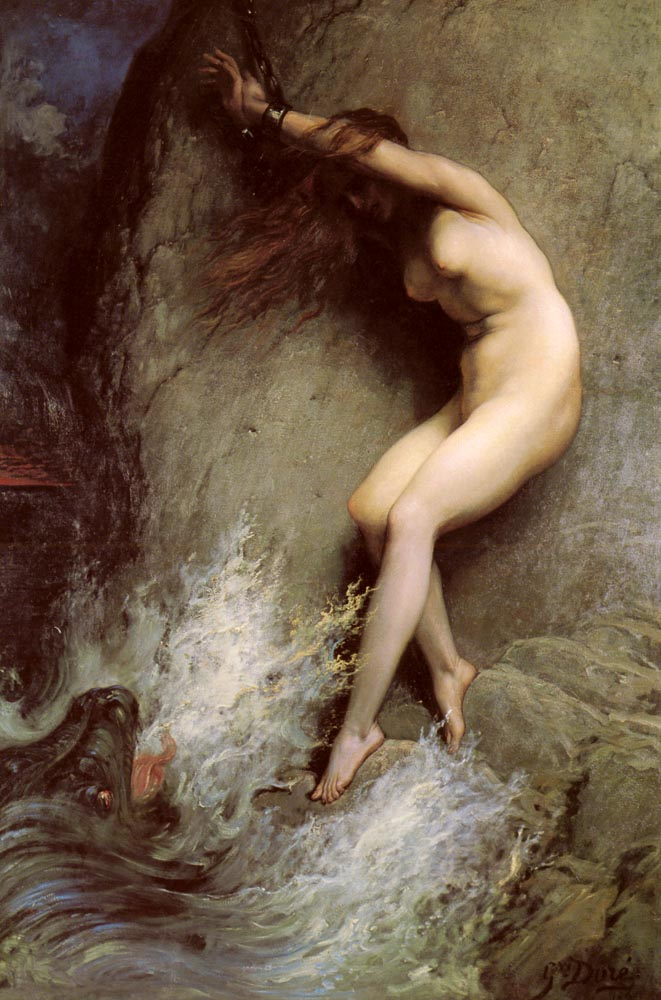
آندرومده در زنجیر اثر گوستاو دوره

آندرومده (به یونانی: Ἀνδρομέδα) نام نمایشنامه‌ای گم‌شده از ائوریپیدس، تراژدی‌نویس یونانی است که با اقتباس از اسطورهٔ آندرومده نگاشته شده و نخستین اجرای آن در سال ۴۱۲ پیش از میلاد بوده‌است. آندرومده و پرسئوس شخصیت‌های اصلی این نمایشنامه بوده‌اند.
به علت تغییرات به وجود نمایشنامه در حال حاضر موجود نیست